# Shaxi, Zhangpu
Shaxi (kinesiska: 沙西) är en köping i sydöstra Kina. Den ligger i Zhangpu härad i staden Zhangzhou i provinsen Fujian, omkring 300 kilometer sydväst om provinshuvudstaden Fuzhou. Antalet invånare är 41658. Befolkningen består av 20 168 kvinnor och 21 490 män. Barn under 15 år utgör 15,0 %, vuxna 15-64 år 74 %, och äldre över 65 år 9,0 %.